# Дамян Марков
Дамян Константинов Марков, наричан Тамянето Самарджията, е български общественик и революционер, деец на Вътрешната македоно-одринска революционна организация в Малкотърновско.

## Биография
Марков е роден 1858 година в село Вишени, Костурско, тогава в Османската империя, днес Висиния, Гърция. Дългогодишен кмет на Вишени и председател на вишенския революционен комитет. От 1900 година член на Костурския околийски комитет на ВМОРО. В 1902 година е арестуван и една година е затворен в Корча. След освобождаването си участва в Илинденско-Преображенското въстание през лятото на 1903 година. След като Костурско е окупирано от гръцки части в 1912 година Марков е заточен на остров Трикери.
Умира в София в 1941 година. Баща е на революционера Търпен Марков.